# Grad Boštanj (Sawenstein)
Grad Boštanj (nemško Sawenstein) je stal v naselju Apnenik pri Boštanju v občini Sevnica.

## Zgodovina
Zgrajen je bil verjetno že v 12. stol. na prazgodovinskem in rimskem območju, čeprav naletimo na prvo neposredno pisno omembo šele leta 1381 kot vest Sawnstain. Grad se posredno omenja že leta 1197, ko se omenjata Oton in njegov sin Wulfing Boštanjski (Otto et filius Wlvingus de Sowenstein). Gospoščina je bila v srednjem veku krški fevd, in je izvirala iz posesti savinjskih grofov oziroma rodu Heme Breško-Seliške. V 14. stol. izumrejo vitezi Sawensteini, zadnjič omenjeni leta 1330 (Henrik, Pilgrim, Wulfing in Hans). V drugi polovici 14. stol. je Krška škofija izročala grad v zajem Celjskim grofom, ki so ga podeljevali v sekundarni fevd ali zastavljali. Leta 1360 so ga posedovali Kacijanerji in nato preko ženske linije Lambergi. Leta 1515 so ga zavzeli in poškodovali uporni kmetje, a je bil kmalu obnovljen. V času upora ga je posedoval Viljem Lamberg. Leta 1650 je polovico gradu posedoval Nikolaj Mrav. Leta 1668, ko je bil grad že v fazi propadanja je bil lastnik druge polovice gradu Janez Friderik Reffinger.